# Jean-Nicolas Stofflet
Jean-Nicolas Stofflet (3 de Fevereiro de 1753 – 25 de Fevereiro de 1796) foi um político e militar francês e um dos líderes da insurreição contra-revolucionaria da Vendéia composta de realistas, tanto do campesinato quanto da classe média e nobreza contra a turbulenta República durante a Revolução Francesa. Motivados principalmente pela Destituição do Clero.
Nascido em Bathelémont-lès-Bauzemont (Meurthe-et-Moselle), filho de um pai moleiro, serviu por muito tempo como soldado da Guarda Suíça, e depois guarda-caça do conde de Colbert-Maulévrier, juntou-se aos insurgentes quando eles se levantaram contra a Revolução para defender a Igreja Católica e os princípios realistas. Durante a guerra da Vendeia, ele serviu primeiro sob Maurice d'Elbée e lutou em Fontenay-le-Comte, Cholet e Saumur, e se destacou nas batalhas de Beaupréau, Laval e Antrain.
Foi nomeado major-general do exército realista e em 1794, sucedeu Henri de la Rochejaquelein como comandante-chefe do Exército Católico e Real. Stofflet estabeleceu seus quartéis na Floresta de Vezins. Mas suas disputas com outro líder da revolta da Vendéia, François de Charette, além das derrotas sofridas pelas tropas da mesma, levaram-no a ceder à República e aceitar os termos do Tratado de La Jaunaye com a Convenção Nacional a 2 de Maio de 1795.
Ele, no entanto, logo violou o tratado e, instigados por agentes realistas, pegou novamente em armas em Dezembro do mesmo ano em nome do conde de Provença, o mesmo de quem recebeu a patente de maréchal-de-camp. Esta última ação de Stofflet falhou completamente. Foi feito prisioneiro pela República, ele foi condenado à morte por uma comissão militar e posteriormente executado em Angers.